# 뮤직토크 (KBS)
뮤직토크는 KBS 해피FM에서 매일 오후 4시 5분부터 오후 5시 55분까지 방송했던 라디오 프로그램이다. 2007년 4월 15일 자로 4년 만에 폐지되었다.

## 역대 DJ
- 2003년 6월 2일 ~ 2003년 11월 2일 : 박강성, 노현희
- 2003년 11월 3일 ~ 2005년 5월 1일 : 강원래, 노현희
- 2005년 5월 2일 ~ 2007년 4월 15일 : 전영록

## 같이 보기
- KBS
- KBS 해피FM

| KBS 해피FM                   |                              |                              |
| 이전                         | 전영록의 뮤직토크            | 다음                         |
| 이호섭, 임수민의 희망가요    | 전영록의 뮤직토크            | 증권 정보                    |
| 오후 2시 5분 ~ 오후 3시 55분 | 오후 4시 5분 ~ 오후 5시 55분 | 저녁 6시 5분 ~ 저녁 6시 10분 |
|                              | 일부 지역 자체 방송          |                              |